# Jeune Droite
L'expression Jeune Droite a été forgée par Emmanuel Mounier pour désigner de jeunes intellectuels français plus ou moins influencés par l'Action française qui, au début des années 1930 jusqu'en 1934, se sont rapprochés de groupes personnalistes comme Esprit ou Ordre nouveau. 
Plusieurs d'entre eux étaient également proches des divers mouvements et ligues fascistes qui se développèrent dans la France des années 1920-1930. L'expression Jeune droite ne circonscrit pas un ensemble homogène, elle renvoie à de nombreux écrivains et journalistes catholiques, le plus souvent nationalistes et appartenant à des milieux de droite ou d'extrême droite.

## Personnalités proches
- Jean de Fabrègues, fondateur de la revue Réaction[1].